# کوین کندی
کوین کندی (انگلیسی: Kevin J. Kennedy) (زاده ۱۹۵۵) کارآفرین، بازرگان و مدیر ارشد اجرایی آمریکایی است، که در حال حاضر به‌عنوان مدیر عامل اجرایی شرکت آویا فعالیت می‌کند.